# Eggert Detlev von Bernstorff
Eggert Detlev von Bernstorff (getauft 21. Dezember 1644; † 1707 in Lübeck) war ein königlich dänischer Generalmajor und Chef des Oldenburgischen Reiterregiments.
Er war der Sohn von Joachim Bernstorff († 30. August 1682) aus dem Haus Teschow (Techau) und dessen Ehefrau Ilsabe von Perkentin. Seine Mutter war die Tochter von Hartwig von Perkentin aus dem Haus Zecher, Domherr in Ratzeburg, und Elisabeth von Lepel-Grambow.

## Leben
Er war 1667 schwedischer Kornett in der Kompanie Lützow, wurde dann aber dänischer Offizier und avancierte im November 1675 zum Rittmeister im Reiterregiment unter Gottfried Rauch. Am 8. Februar 1677 wurde er als Zeuge in der Affäre Sandberg gehört. Er wurde im September 1677 Major im Regiment Goltz,
dessen Kommandeur seiner Zeit Claus von Oertzen war, der das Regiment im September 1677 erhielt. Im Oktober 1677 avancierte er bereits zum Oberstleutnant. Während des Nordischen Krieges konnte er am 11. Oktober 1678 als Späher auszeichnen. Am 16. Januar 1679 stieg er zum Chef des Regiments auf. Im März des Jahres wurde das Regiment von Helsingborg nach Landskrona verlegt, um im Mai nach Seeland zu kommen. Im Jahr 1682 wurde das Regiment umbenannt: statt „Oldenburgisches Reiterregiment“ durfte es „Bernstorffs Reiterregiment“ heißen. Am 14. Juli 1701 verließ er das Regiment und am 23. Juli 1701 erhielt er seinen Abschied als Generalmajor. Er starb im Jahr 1707 in Lübeck.

### Familie
Er war mit Anna von der Lühe (* 1655) verheiratet, diese war die Tochter von Andreas von der Lühe (1620–1690) aus dem Haus Dambeck und dessen Ehefrau Margarethe Katharina von Bülow. Das Paar hatte zwei Töchter:
- Anna Elisabeth (1693–1766) ⚭  Hans Albrecht von Plüskow, Landrat und Erbherr auf Belitz und Daschow.
- Ilsabe ⚭ Ulrich Friedrich von Grabow († 4. August 1737) auf Gömptow[2]